# Irwin Corey
Irwin Corey (Brooklyn, New York, 1914. július 29. – Manhattan, New York, 2017. február 6.) amerikai komikus, színész.

## Filmjei

### Mozifilmek
- How to Commit Marriage (1969)
- Fore Play (1975)
- Retkes verdák rémei (Car Wash) (1976)
- New York foglyai (Thieves) (1977)
- Chatterbox! (1977)
- Fairy Tales (1978)
- The Comeback Trail (1982)
- Stuck on You! (1982)
- Kasszafúrók (Crackers) (1984)
- The Perils of P.K. (1986)
- That's Adequate (1989)
- Jack (1996)
- Nem én vagyok Rappaport (I'm Not Rappaport) (1996)
- The Boys Behind the Desk (2000)
- A jade skorpió átka (The Curse of the Jade Scorpion) (2001)
- Irwin & Fran (2013)

### Tv-filmek
- Basic Values: Sex, Shock & Censorship in the 90's (1993)

### Tv-sorozatok
- The Edge of Night (1956)
- The Steve Allen Show (1956–1957)
- Omnibus (1958)
- The Phil Silvers Show (1959)
- Jackie Gleason: American Scene Magazine (1964–1965)
- Doc (1975–1976)
- The Smothers Brothers Comedy Hour (1989)

## További információ
- Hivatalos oldal
- Irwin Corey a PORT.hu-n (magyarul)
- Irwin Corey az Internetes Szinkronadatbázisban (magyarul)
- Irwin Corey az Internet Movie Database-ben (angolul)
- Irwin Corey a Rotten Tomatoeson (angolul)